# Briar Chapel
Briar Chapel es un lugar designado por el censo ubicado en el condo de Chatham en el estado estadounidense de Carolina del Norte. En el Censo de 2020 tenía una población de 5108 habitantes y una densidad poblacional de 944,18 habitantes por km². Fue incluido como CDP en el censo de 2020.

## Geografía
Briar Chapel se encuentra ubicado en las coordenadas 35°49′27″N 79°07′01″O / 35.82417, -79.11694. Según la Oficina del Censo de los Estados Unidos,  tiene una superficie total de 5,41 km², todos correspondientes a tierra firme.